# Rainer Rothfuß

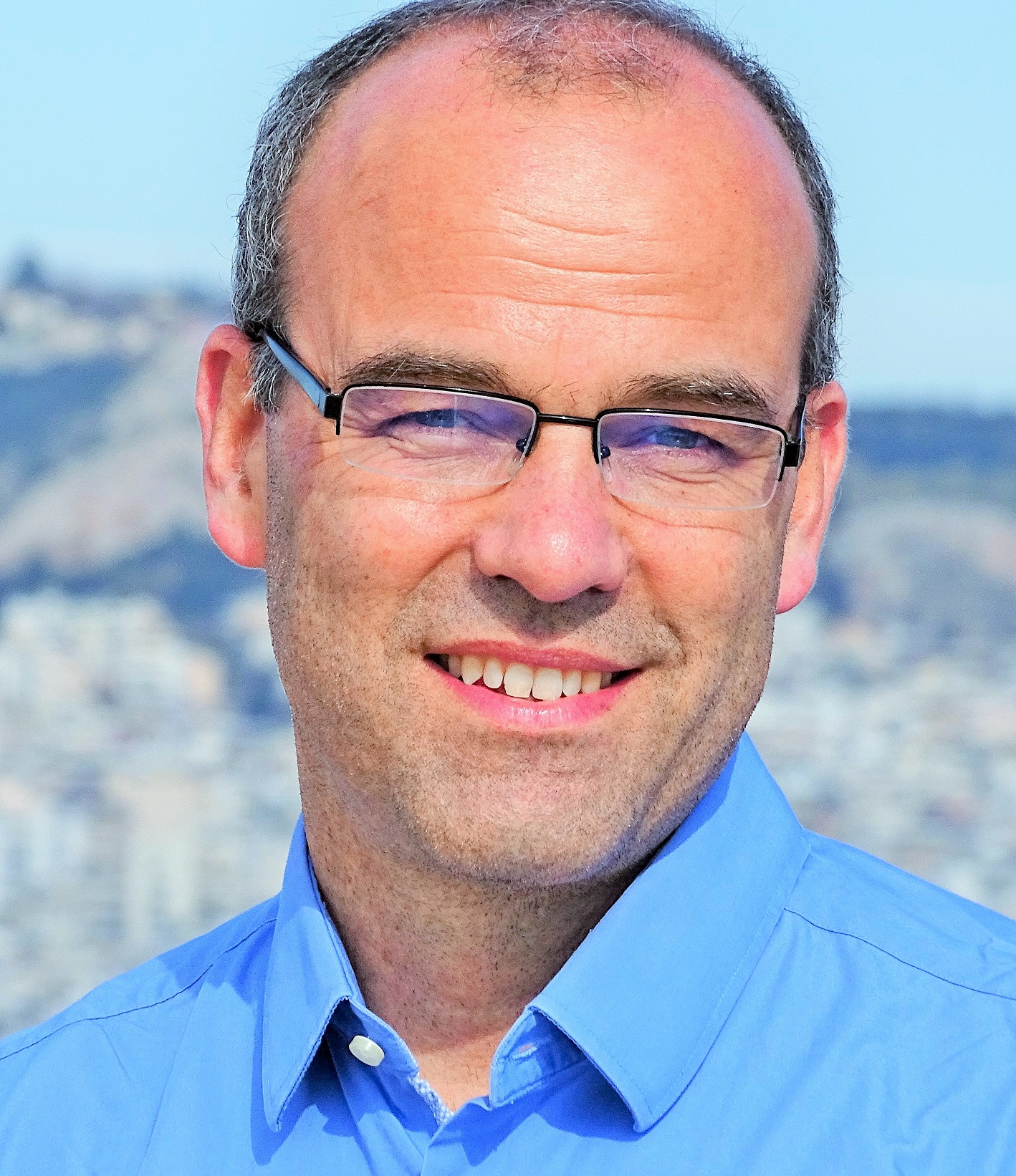
Rainer Rothfuß (2019)

Rainer Rothfuß (* 19. April 1971 in Freudenstadt) ist ein deutscher Geograph und Politiker (AfD, zuvor CSU). Seit 2023 ist er Mitglied des Bundestages.

## Leben
Rothfuß legte 1990 an der Max-Weber-Schule in Sinsheim das Abitur ab. Vom Wehrdienst war er befreit, da bereits zwei ältere Brüder gedient hatten. Er war von 1995 bis 1998 Stipendiat der Studienstiftung des deutschen Volkes und studierte von 1991 bis 1998 Geographie der Entwicklungsländer (Diplom) mit den Nebenfächern Politikwissenschaft, Raumordnung und Entwicklungsplanung an der Universität Tübingen, der Universität Stuttgart und der Universidad de los Andes in Mérida (Venezuela). Von 2001 bis 2006 promovierte er bei Gerd Kohlhepp in Tübingen über „Transnationale Städtenetzwerke als Instrument der kommunalen Entwicklungszusammenarbeit“. 2008 erhielt er einen Ruf auf die Juniorprofessur (W1) für Humangeographie mit den Fach- und Regionalschwerpunkten Politische Geographie, Bevölkerungsgeographie und Entwicklungsländer an der Universität Tübingen. Von 2009 bis 2015 leitete er als Juniorprofessor und letzter Lehrstuhlinhaber der Universität im Fach Geographie eine Arbeitsgruppe mit den Forschungsschwerpunkten Politische Geographie, Geographische Konfliktforschung, nachhaltige Entwicklung und Elektromobilität.
Von 1998 bis 2004 war er als Länderreferent für Lateinamerika, die Benelux und den Nahen Osten in der Exportabteilung der MEVA Schalungs-Systeme GmbH, in der Verwaltung des EU-Kooperationsprogramms „Cities for Mobility“ der Landeshauptstadt Stuttgart und in der Verwaltung eines EU-Kooperationsprogramms für das Alpenforschungsinstitut in Garmisch-Partenkirchen tätig. Seit 2004 ist er zudem als selbstständiger Berater für internationales Projektmanagement und Analyst tätig.
Rothfuß ist verheiratet und hat zwei Töchter.

## Politik

### CSU
Rothfuß war 2004 bis 2017 Mitglied der Christlich-Sozialen Union. Er kandidierte 2006 bei den Oberbürgermeisterwahlen in Esslingen am Neckar für die CDU und erhielt 39,91 Prozent der Stimmen, womit er gegen Amtsinhaber Jürgen Zieger (SPD) verlor. 2011 wurde Rothfuß als Oberbürgermeisterkandidat für die CDU in Lindau (Bodensee) einstimmig nominiert. Er zog seine Kandidatur rund zwei Monate vor der Wahl zurück, da der CSU-Ortsverband einen Bürgerentscheid zur Bahnhofsfrage Lindau 21 kippen wollte, den dieser kurz zuvor gemeinsam mit dem Kandidaten initiiert hatte. Im zweiten Wahlgang unterstützte er den Kandidaten der Piratenpartei.

### AfD
2018 trat Rothfuß in die AfD ein. Im gleichen Jahr wurde er ins Kuratorium der AfD-nahen Desiderius-Erasmus-Stiftung berufen. Bei der Europawahl in Deutschland 2019 kandidierte er auf der Bundesliste der AfD, verfehlte aber den Einzug. Seit den Kommunalwahlen in Bayern 2020 ist er Mitglied des Stadtrats von Lindau und des Kreistags des Landkreises Lindau. Seit Oktober 2021 ist Rothfuß 1. stellvertretender Landesvorsitzender der AfD Bayern.
Bei der Bundestagswahl 2021 trat Rothfuß für die AfD auf Platz 13 der bayerischen Landesliste und im Bundestagswahlkreis Oberallgäu an, verfehlte jedoch zunächst den Einzug in den Deutschen Bundestag. Am 2. März 2023 rückte er für die verstorbene Abgeordnete Corinna Miazga in den Deutschen Bundestag nach.
Bei der Bundestagswahl 2025 am 23. Februar kandidierte er im Bundestagswahlkreis Oberallgäu, unterlag dort aber mit 16,7 Prozent der Erststimmen Mechthilde Wittmann. Über die Landesliste Bayern der AfD zog er auf Listenplatz 3 in den 21. Deutschen Bundestag ein. Im 21. Deutschen Bundestag ist Rothfuß menschenrechtspolitischer Sprecher der AfD-Bundestagsfraktion, Mitglied und Obmann im Ausschuss für Menschenrechte und stellvertretendes Mitglied im Auswärtigen Ausschuss.

### Sonstige politische Aktivitäten
Er gründete zudem den in Leipzig ansässigen Verein Druschba global. Im Sommer 2016 führte dieser mit ca. 250 weiteren Teilnehmern eine sogenannte „Friedensfahrt“ von Berlin nach Moskau durch. Hierfür erhielt er 2018 den „Bautzner Friedenspreis“. Die Organisationen des Bautzner Friedenspreises gehören nach einem Bericht der taz der Verschwörungsszene an, der Verein „Bautzner Frieden“ selbst ist aus der Mahnwachenbewegung in Sachsen entstanden.
Rothfuß wurde am 24. Januar 2015 vom Vorstand der Internationalen Gesellschaft für Menschenrechte, Deutsche Sektion e.V. (IGFM) einstimmig für die Wahl zum geschäftsführenden Vorsitzenden nominiert und am 14. März 2015 von der Mitgliederversammlung einstimmig gewählt. Während seiner Amtszeit setzte er sich zu Forschungsreisen nach Katar und Bangkok für eine Nutzung der Fußball-Weltmeisterschaft 2022 zur Förderung der Menschenrechte in den arabischen Golfstaaten und für eine Reformierung der langwierigen Verfahren des Hohen Flüchtlingskommissars der Vereinten Nationen zur Anerkennung pakistanischer Blasphemie-Flüchtlinge in Thailand ein. Nach einem Interview am 27. April 2015 mit dem auf der Krim ansässigen russischen Propagandakanal NewsFront über den Russisch-Ukrainischen Krieg berief der Vorstand der IGFM eine außerordentliche Mitgliederversammlung ein, in deren Folge Rothfuß am 17. Oktober 2015 – nach neun Monaten Amtszeit – wieder abgewählt wurde.
Rothfuß’ wesentliche politischen Themen sind die Christenverfolgung im Nahen Osten, Islam und Islamismus sowie Migrationsfragen.
Rothfuß lud Ende 2014 den umstrittenen Schweizer Publizisten Daniele Ganser zu einem Vortrag an der Universität Tübingen ein.
Der NDR berichtete über Rothfuß’ Nähe zum russischen Bikerclub Nachtwölfe, der der westlichen Demokratie gegenüber ablehnend eingestellt ist, sein Hauptquartier auf der von Russland besetzten Krim hat und auf Seiten der Separatisten an Kämpfen in der Ostukraine beteiligt war. Der Nachtwölfe-Chef Alexander Sergejewitsch Saldostanow habe Rothfuß vor einem Konzert auf der Krim einen Auftritt vermittelt, wo dieser dann vor Musikfans eine politische Ansprache gehalten habe. Auf seiner Facebook-Seite habe Rothfuß zudem geschrieben, Saldostanow werde den „Druschba“-Aktivisten bei Visaproblemen helfen.
Rothfuß ist häufig Interviewpartner auf Kanälen, die für die Verbreitung von Verschwörungstheorien bekannt sind, wie KenFM, NuoViso, Sputniknews.com oder KlagemauerTV. Er trat auch bei Russia Today und bei dem der Gazprom Medienholding gehörenden Sender NTW auf, wo er nach dem russischen Überfall auf die Ukraine Anfang 2022 äußerte, der Westen müsse „verstehen, dass Russlands geopolitische Interessen ignoriert wurden. Es ist klar, dass der Staat aufsteht, um seine Sicherheit, seine Interessen zu schützen.“ Er rechtfertigte die völkerrechtswidrige  Annexion der Krim durch Russland.
Auf einem Landesparteitag der AfD Bayern am 24. November 2024 in Greding brachte Rothfuß eine „bayerische Resolution für Remigration“ ein. In der Resolution wird der Begriff der Remigration durch zehn Forderungen als Sammelbegriff für Heimkehr-Förderung, als vielperspektivische Gesamtstrategie definiert. Das Papier spricht vom „Staatsziel einer umfassenden Remigration im Millionenbereich für die kommenden zehn Jahre“. Die Resolution wurde von den anwesenden Mitgliedern mit nur einer Gegenstimme angenommen. Rothfuß selbst forderte in seiner Rede, das „rechtswidrige Überfluten unseres Landes“ mit Migranten müsse ein Ende haben.
Rothfuß war auch mehrmals zu Gast in der aus Belarus sendenden russischen Propagandashow von Nadia Sass, der Ehefrau von Oleg Voloshyn, Vertrauter des Putin-treuen Oligarchen Wiktor Medwedtschuk. Auf einer Russlandreise im Herbst 2024 mit den Parteikollegen Maximilian Krah und Ulrich Singer traf Rothfuß auch Dmitri Medwedew, den Vorsitzenden der Putins Kurs unterstützenden Regierungspartei Einiges Russland. Nach der dortigen Teilnahme an einem Symposium „Brics International Forum“ sagte Rothfuß dem russischen Medium Iswestija, die AfD habe „das Programm, dass wir die EU verlassen wollen und die Brics-Kooperation ist ein gutes Modell, weil dann kein einzelner Staat gezwungen werden kann, zum Beispiel Sanktionen gegen Russland zu erheben“. Man brauche „sofort Frieden, Zusammenarbeit, eine Öffnung unserer Außenpolitik gegenüber allen Brics-Staaten“.

## Mitgliedschaften
Rothfuß war Mitglied der American Association of Geographers, des Arbeitskreises Deutscher Lateinamerikaforschung, der Deutschen Gesellschaft Juniorprofessur, des Deutschen Verbandes für Angewandte Geographie, der European Association of Geographers, von Eurosolar, der Gesellschaft für Erd- und Völkerkunde zu Stuttgart, des Hochschullabors Mobilität der IBA Basel 2020, des International Religious Freedom Roundtable in Europe, des Academic Board des International Institute for Religious Freedom, von Mehr Demokratie e.V., des Netzwerks Bürgerbeteiligung der Stiftung Mitarbeit, des Netzwerks der IHK E-Bike-Region Neckar-Alb, des Beirats Pro RegioStadtBahn e.V. Tübingen, der Territorialists’ Society, der Transport Training Initiative, des Universitätsbundes Tübingen, des Verbandes der Geographen an deutschen Hochschulen und der Wissenschaftlichen Buchgesellschaft.